# Donal Lamont
Donal Raymond Lamont O.Carm. (* 27. Juli 1911 in Ballycastle (Antrim), Nordirland; † 14. August 2003 in Dublin, Irland) war ein irischer römisch-katholischer Missionsbischof in Rhodesien (heute Simbabwe).

## Leben
Donal Raymond Lamont trat 1930 der Ordensgemeinschaft der Karmeliter bei und empfing am 11. Juli 1937 in Rom die Priesterweihe als Ordenspriester. Als einer der drei ersten karmelitischen Missionare wurde er 1946 in die damalige britische Kolonie Südrhodesien entsandt und zum dortigen Missionsoberen der Karmeliter bestimmt.
Papst Pius XII. ernannte Donal Lamont am 6. Februar 1953 zum Apostolischen Präfekten von Umtali (heute Mutare) in Rhodesien und am 15. Februar 1957 zum Bischof des neugegründeten Bistums Umtali an der Grenze zu Mosambik. Die Bischofsweihe spendete ihm am 16. Juni 1957 der Apostolische Delegat in Südafrika, Erzbischof Celestine Joseph Damiano; Mitkonsekratoren waren der Erzbischof von Salisbury, Francis William Markall SJ und der aus der Schweiz gebürtige Bischof von Gwelo, Alois Häne SMB.
Bischof Lamont nahm am Zweiten Vatikanischen Konzil teil. Die Konzilsväter wählten ihn als ersten Bischof aus Afrika zum Mitglied des Sekretariates zur Förderung der Einheit der Christen.
Bischof Lamont stand in Opposition zur rassistischen Politik der seit 1965 regierenden weißen Minderheitsregierung des rhodesischen Premierministers Ian Smith. Er wurde 1976 zu einer zehnjährigen Haftstrafe verurteilt, weil er schwarzen Widerstandskämpfern medizinische Hilfe zukommen ließ und sich weigerte, den Regierungsbehörden den Standort der Guerilleros bekannt zu geben. Aufgrund von Protesten wurde die Strafe auf vier Jahre reduziert. Nachdem er kurze Zeit in einem Krankenhaus in Salisbury interniert war, wurde Donal Lamont 1977 die rhodesische Staatsangehörigkeit entzogen und er des Landes verwiesen, woraufhin er sich in seinem karmelitischen Ordenshaus in der irischen Hauptstadt Dublin niederließ. Bischof Lamont war 1978 für den Friedensnobelpreis nominiert und die kenianische Regierung gab 1979 ihm zu Ehren eine Briefmarke heraus. Nach der Unabhängigkeit Simbabwes im Jahr 1980 kehrte er auf Einladung Robert Mugabes nach Umtali zurück, der ihn als Helden begrüßte und eine Briefmarke mit dem Bildnis Lamonts herausgeben ließ. Bitter enttäuscht von der durch die neue Regierung unterstützte Gewalt und Korruption überließ er das Bistum jedoch ein Jahr später einem einheimischen Nachfolger und kehrte wieder nach Dublin zurück. Seinem Rücktrittsgesuch wurde am 5. November 1981 durch Papst Johannes Paul II. stattgegeben. Seitdem lebte er im Terenure College, einer Niederlassung der Karmeliter in Dublin, wo er 2003 im Alter von 92 Jahren starb.